# Рубен, Эмилио
Эмилио Мойзе́с Рубен (англ. Emilio Moisés Reuben; 2 февраля 1913, Ванкувер, по другим данным 18 октября 1911, Санто-Томе — 20 июня 1988, Буэнос-Айрес) — канадский и аргентинский футболист, нападающий.

## Карьера
Эмилио Рубен родился в Канаде в семье аргентинского дипломата, но в раннем возрасте вместе с семьёй переехал в аргентинский город Корриентес. По другим данным он родился в городе Санто-Томе в Аргентине, в семье канадских родителей. Рубен стал играть в футбол в любительской команде «Индепендьенте де Мисионес». Профессиональную карьеру Эмилио начал в 1933 году в клубе «Велес Сарсфилд». В команде футболист составлял линию нападения вместе с Агустином Коссо, пришедшим в клуб в том же году. В «Велесе» Рубен выступал до 1936 года, проведя 97 матчей и забив 37 голов. Годом позже форвард перешёл в «Индепендьенте». С этой командой Эмилио выиграл два чемпионата Аргентины, два Кубка Карлоса Ибаргурена и Кубок Адриана Эскобара. В этом клубе Рубен сыграл в 73 встречах и забил 31 мяч.
В конце 1941 года Рубен перешёл в бразильский клуб «Фламенго». 2 ноября он дебютировал в составе команды в матче с «Ботафого» (2:3). 12 декабря он забил первые два гола за клуб, поразив ворота «Спорт Ресифи» (3:1). Всего за клуб Рубен провёл 7 матчей и забил 4 гола. В 1942 году он возвратился в Аргентину, где принял местное гражданство и стал выступать за «Ланус». Затем он играл за уругвайский «Расинг». После чего уехал в Колумбию, став игроком «Депортиво Кали». Рубен стал игроком, забившим первые два гола за клуб после принятия им профессионального статуса. Там он выступал до 1948 года, одновременно являясь играющим тренером. Завершил карьеру Эмилио в «Америке» из Кали, где также выполнял функции игрока и тренера.
После окончания карьеры Рубен некоторое время жил в Колумбии. В конце 1950 года он и Хосе Фабрини собрали команду игроков из Росарио для участия в выставочных матчах в Колумбии. Команду назвали «Уондерс». В начале 1951 года она была продана владельцам новосозданного клуба «Депортес Киндио». Команды объединили, оставив название «Депортес Киндио». Эмилио погиб в 1988 году в Буэнос-Айресе, став жертвой автомобильной аварии.

## Достижения
- Чемпион Аргентины: 1938, 1939
- Обладатель Кубка Карлоса Ибаргурена: 1938, 1939
- Обладатель Кубка Адриана Эскобара: 1939